# Ибрахими, Абдул Рауф
Абдул Рауф Ибрахими (узб. Abdul Rauf Ibrohimiy; род. 1962) — Афганский государственный деятель. Спикер Народной палаты Афганистана с 27 февраля 2011 по 20 мая 2019 года.

## Биография
Родился Абдул Рауф в провинции Кундуз, в районе Имам-Сахиба, в 1962 году. По национальности является этническом узбеком. Получил начальное образование в школе Басус. В 1979 году поступил в Кабульский университет. Получил степень бакалавра на арабском отделении филологического факультета.
Во время Афганской войны присоединился к рядам моджахедов, к группировке Хезби-Ислами, фракция Юнуса Халеса. После падения коммунистического правительства в 1992 году, был назначен директором сухого порта Шир-Хан. Позже стал командующим 3-й южной пограничной полицейской зоной.
После падения режима Талибана в 2002 году, он работал командующим пограничной полицией. В том же году участвовал в Лойя-Джирге. В 2005 году, Ибрахими был избран членом Народной палаты от провинции Кундуз, и переизбран в 2010 году. 27 февраля 2011 года стал спикером Народной палаты и покинул этот пост 20 мая 2019 года.